# ورزشگاه ال ساردینرو

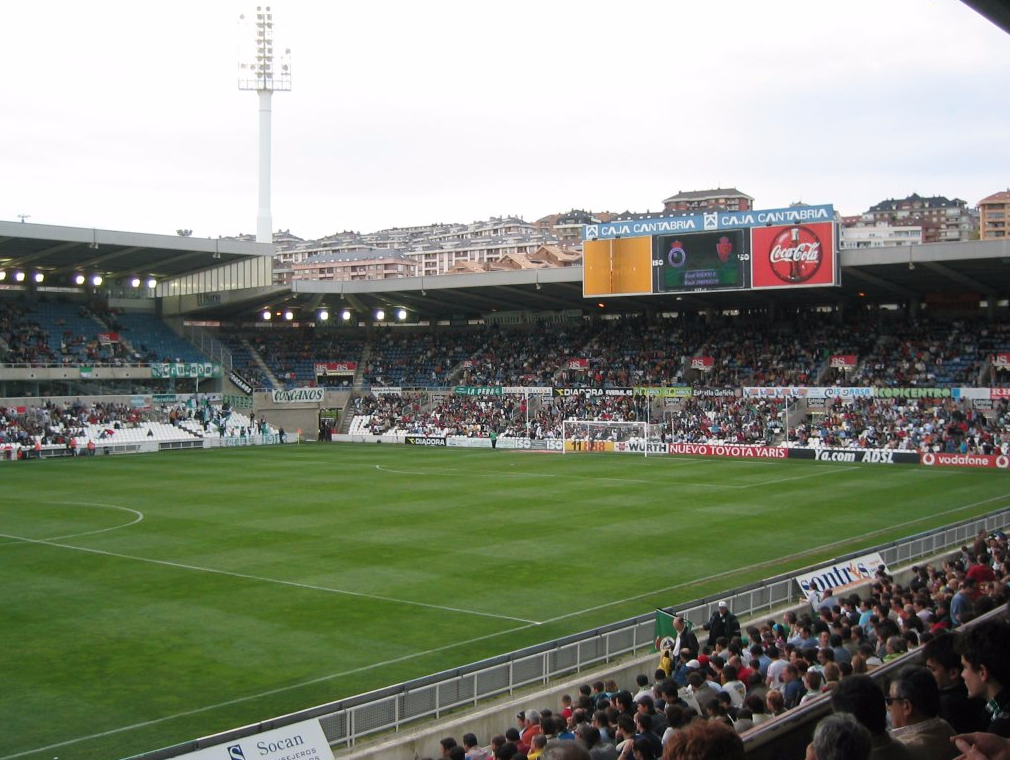
نمایی دیگر از این ورزشگاه

ورزشگاه ال ساردینرو (به اسپانیایی: Estadio El Sardinero) با ظرفیت ۲۲٬۱۰۰ نفر یکی از ورزشگاه‌های فوتبال کشور اسپانیا است که در شهر سانتاندر ایالت کانتابریا واقع شده‌است. این ورزشگاه در سال ۱۹۸۸ بازگشایی شد و در حال حاضر بازی‌های خانگی باشگاه فوتبال ریسینگ سانتاندر در آن برگزار می‌گردد.